# Czesław Przybylski

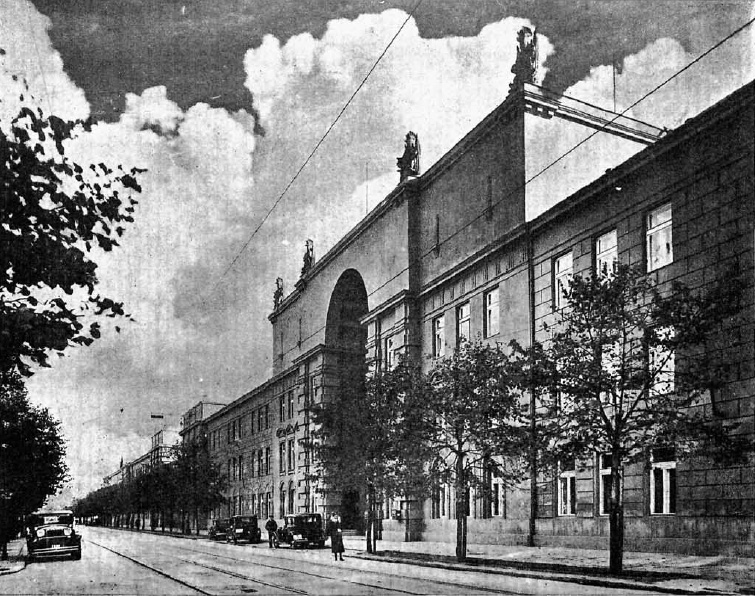
Gmach Ministerstwa Spraw Wojskowych w Warszawie (1923)

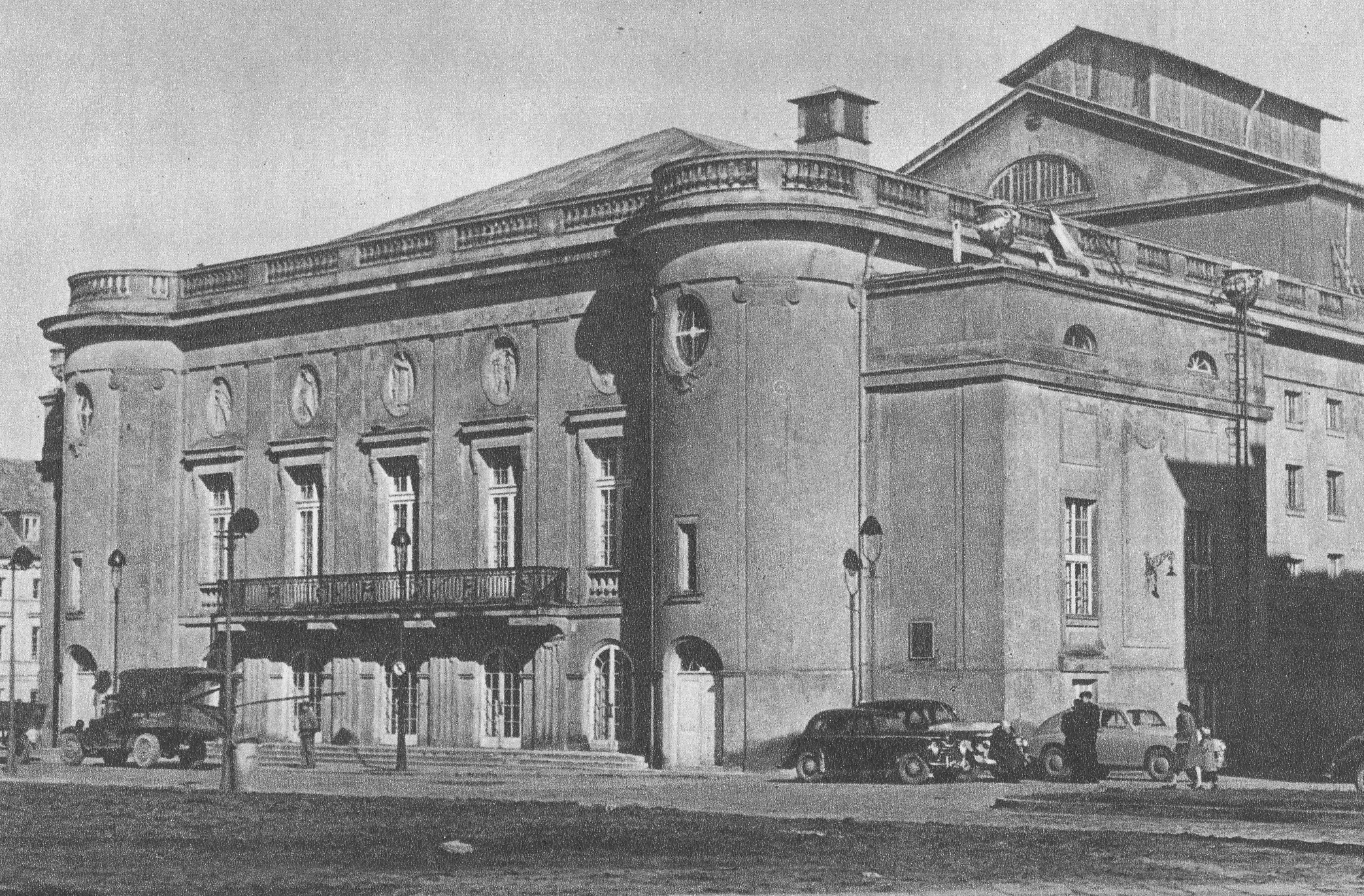
Budynek Teatru Polskiego w Warszawie

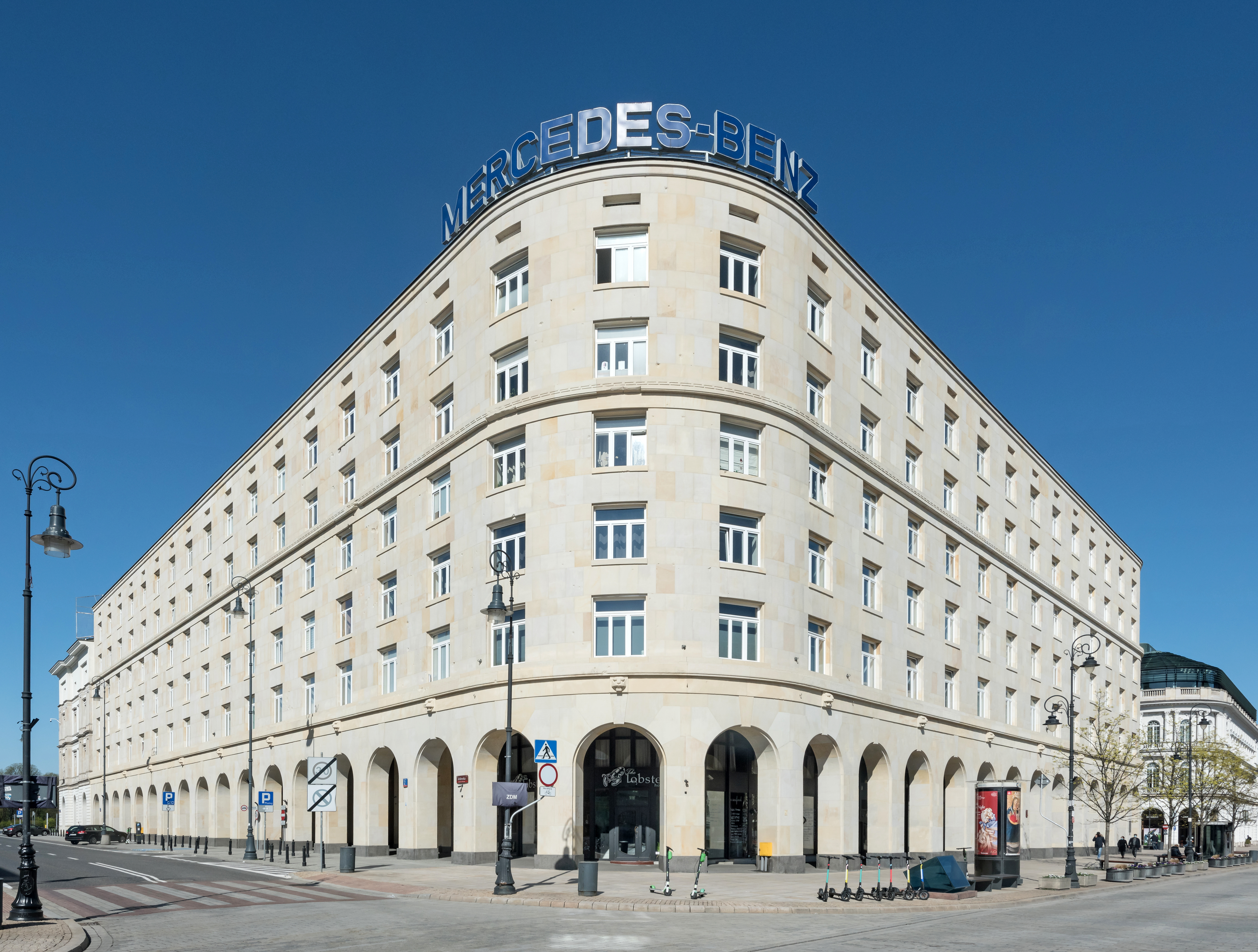
Dom Bez Kantów

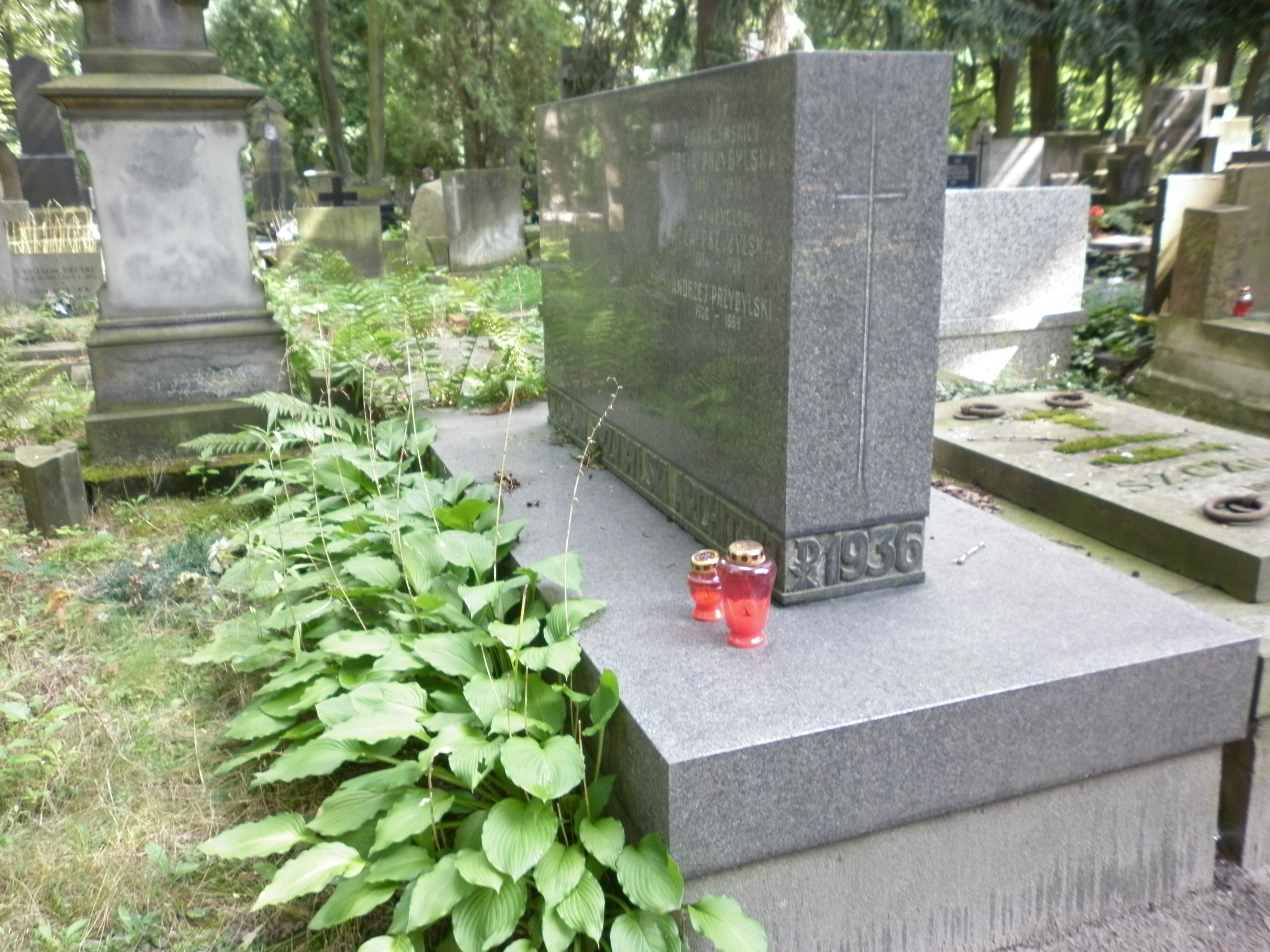
Grób Czesława Przybylskiego na cmentarzu Powązkowskim

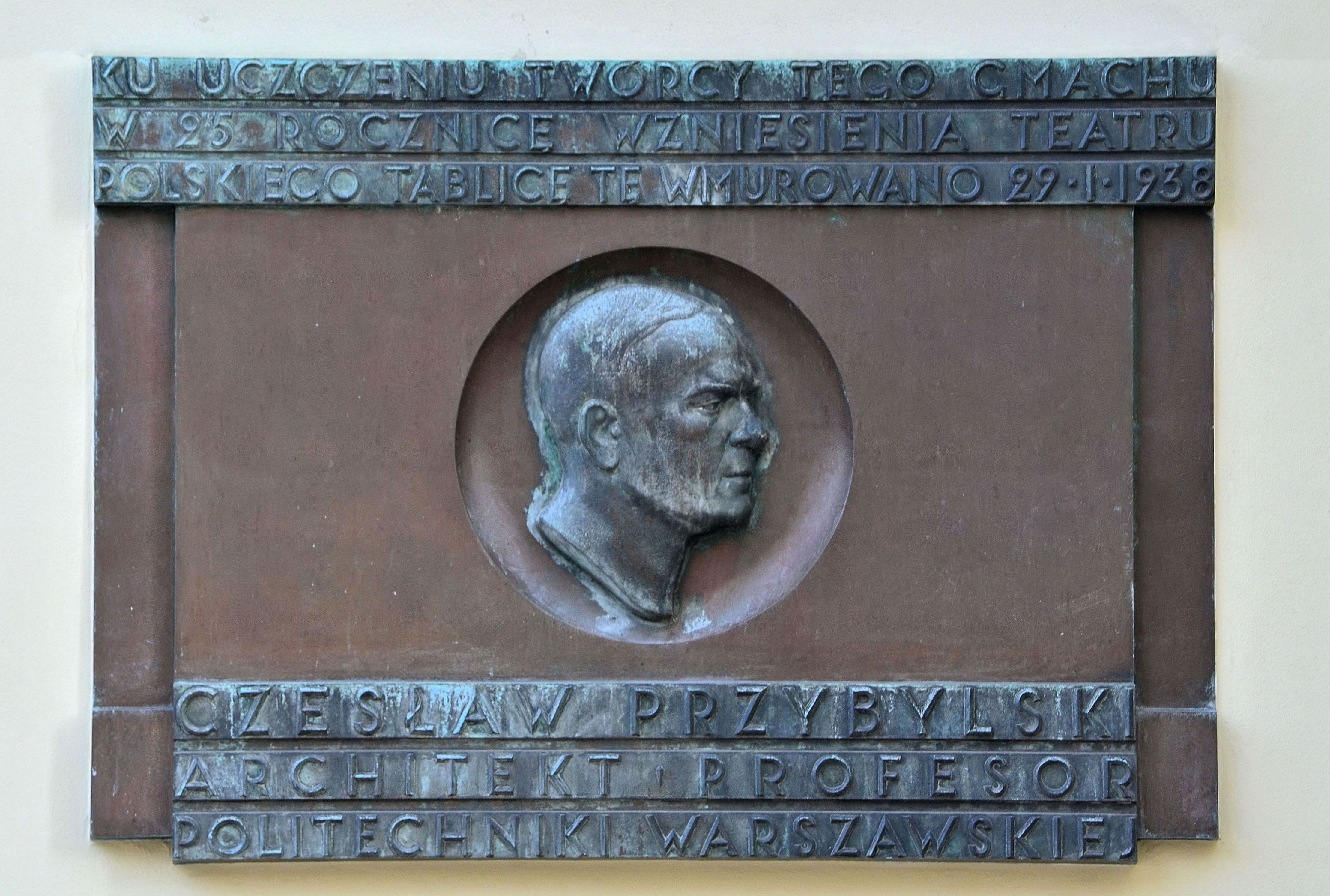
Tablica pamiątkowa na budynku Teatru Polskiego w Warszawie

Czesław Piotr Przybylski (ur. 19 maja 1880 w Warszawie, zm. 14 stycznia 1936 tamże) – polski architekt, reprezentant eklektyzmu i modernizmu.

## Życiorys
Po ukończeniu w 1904 Politechniki Warszawskiej studiował do 1908 w Paryżu, Karlsruhe i Wiedniu. Po powrocie do kraju pracował zawodowo w Warszawie, a w czasie I wojny światowej w Rosji, m.in. w Kijowie. 
Od 1919 był profesorem Politechniki Warszawskiej i wychowawcą oraz promotorem wielu wybitnych architektów, m.in. Bohdana Pniewskiego. Publikował wielokrotnie w prasie branżowej, działał w Kole Architektów przy Stowarzyszeniu Techników (poprzedniku SARP), a od 1908 także w Towarzystwie Opieki nad Zabytkami Przeszłości.
W swojej twórczości początkowo nawiązywał do spuścizny historycznej (zwłaszcza do klasycyzmu), uwzględniając jednak zasady funkcjonalności budynku i nowoczesności konstrukcji. Po I wojnie światowej jego budynki uzyskiwały coraz prostsze, minimalistyczne formy przy coraz bardziej monumentalnej skali.
Pochowany na cmentarzu Powązkowskim (kwatera 198-6-4).

## Ważniejsze projekty i realizacje
- pawilon wystawowy Zagroda Włościańska w Częstochowie (1908–1909, wspólnie ze Zdzisławem Kalinowskim),
- pasaż handlowy Galeria Luxenburga wraz z Grand Hotelem w Warszawie (1909, wspólnie z Leonem Drewsem),
- budynek Centralnego Towarzystwa Rolniczego w Warszawie (1911),
- restauracja Kamienicy Baryczkowskiej na Rynku Starego Miasta w Warszawie (1911, członek zespołu),
- konkurs na plan miasta-ogrodu w majątku Ronikierów w Ząbkach (1912, III nagroda),
- gmach Teatru Polskiego w Warszawie (1912),
- wille Mironówka i Halina w Milanówku (przed 1914, wspólnie ze Zdzisławem Kalinowskim),
- gmach Teatru Miejskiego w Wilnie (1914, niezrealizowany),
- gmach Teatru Miejskiego w Kaliszu (1920–1923, realizacja wnętrz do 1936),
- siedziba Państwowego Zakładu Higieny w Warszawie (1922),
- gmach Ministerstwa Spraw Wojskowych w Warszawie (1923),
- dom własny na warszawskim Powiślu, ul. Górnośląska 43 (dziś siedziba władz Opus Dei) (1923–1926),
- dom z pracownią rzeźbiarską dla Mieczysława Lubelskiego przy ul. Jakubowskiej 16 na warszawskiej Saskiej Kępie (1928)[3],
- gmachy Wydziału Elektrotechniki i Wydziału Technologii Chemicznej Politechniki Warszawskiej (1929, realizacja do 1934),
- konkurs na projekt Świątyni Opatrzności Bożej w Warszawie (1931, II nagroda),
- dom Funduszu Kwaterunku Wojskowego (tzw. dom Bez Kantów) na Krakowskim Przedmieściu w Warszawie (1933, realizacja do 1935),
- Dworzec Główny w Warszawie (1928–1932, realizacja do 1940),
- willa „Julisin” w Konstancinie (1934).

## Ordery i odznaczenia
- Krzyż Komandorski Orderu Odrodzenia Polski (pośmiertnie, 17 stycznia 1936)[4]
- Złoty Wawrzyn Akademicki (5 listopada 1935)[5]

## Upamiętnienie
- Tablica na budynku Teatru Polskiego w Warszawie zaprojektowana przez Mieczysława Lubelskiego[6].
- W styczniu 1979 jego imieniem nazwano ulicę na warszawskim Ursynowie[7].